# 아이엠그라운드
《아이엠그라운드》는 2024년 1월 23일부터 2024년 2월 13일까지 ENA, 채널S에서 방영된 프로그램이다.

## 기획 의도
해외여행에서 꿈꾸는 낭만! 현지 친구 사귀기. 언어의 장벽으로 인해 머뭇거렸다면 당당히 K-게임을 외쳐보자. 이것들로 서로 마음이 통할 수 있을까? 그리스에서 펼쳐지는 'K-게임으로 전 세계 친구 만들기' <아이엠그라운드>

## 출연진
- 이상엽
- 황광희
- 김민규
- 손동표 (미래소년)